# Coffea mauritiana
Coffea mauritiana är en måreväxtart som beskrevs av Jean-Baptiste de Lamarck. Coffea mauritiana ingår i släktet Coffea och familjen måreväxter. Inga underarter finns listade i Catalogue of Life.